# ヤンニョム
ヤンニョム（양념 / 약념）は、朝鮮料理における合わせ調味料の総称。フライドチキンなどに下味をつける他、焼肉、キムチ、チゲ、ナムルなどにも使用される。

## 概要
材料は、コチュジャン、テンジャン（韓国味噌）、カンジャン（韓国醤油）のほか、唐辛子の粉、ごま油、すり胡麻、砂糖、ニンニク、ショウガなど、いくつかの材料を組み合わせて作られる。また、ナシなどの果物を使用することもある。
各種表記の表のとおり、「ヤンニョム」の漢字は「藥念」（朝鮮漢字、この2文字については旧字体および繁体字と同じ）があてられているが、この「薬念」という名称は、食が薬になるという薬食同源・医食同源の思想に基づいている。また、「薬」は本来「ヤク」（yak）という発音になるがパッチムの鼻音化（ㄱ（k）にㄴ（n）が続く）によってㅇ（ng）で発音されるため「ヤンニョム」と発音される。